# Babina Poljana (Vranje)
Ne doit pas être confondu avec Babina Poljana (Trgovište).
Pour les articles homonymes, voir Babina.
Babina Poljana, en serbe cyrillique Бабина Пољана, est un village de Serbie situé dans la municipalité urbaine de Vranjska Banja et sur le territoire de la Ville de Vranje, district de Pčinja. Au recensement de 2011, il comptait 37 habitants.

## Démographie
| 1948 | 1953 | 1961 | 1971 | 1981 | 1991 | 2002 | 2011 |
| ---- | ---- | ---- | ---- | ---- | ---- | ---- | ---- |
| 585  | 633  | 656  | 615  | 283  | 127  | 79   | 37   |

|  |